# Boczkó Sámuel
Boczkó Sámuel (Szarvas, 1797. július 1. – Pest, 1855 körül) ügyvéd.

## Életrajza
Boczkó Dániel püspök fia, ifjabb Boczkó Dániel kormánybiztos testvére. Királyi táblai ügyvéd, Podmaniczky báró ügyésze volt. 
Életrajzokat írt a Tudományos Gyűjteménybe (1825. VI.).